# Tikait Nagar
Tikait Nagar là một thị xã và là một nagar panchayat của quận Barabanki thuộc bang Uttar Pradesh, Ấn Độ.

## Nhân khẩu
Theo điều tra dân số năm 2001 của Ấn Độ, Tikait Nagar có dân số 8246 người. Phái nam chiếm 53% tổng số dân và phái nữ chiếm 47%. Tikait Nagar có tỷ lệ 54% biết đọc biết viết, thấp hơn tỷ lệ trung bình toàn quốc là 59,5%: tỷ lệ cho phái nam là 59%, và tỷ lệ cho phái nữ là 49%. Tại Tikait Nagar, 16% dân số nhỏ hơn 6 tuổi.